# Mishanadvärgtyrann
Mishanadvärgtyrann (Zimmerius villarejoi) är en fågel i familjen tyranner inom ordningen tättingar.

## Utseende och läte
Mishanadvärgtyrannen är en liten (10 cm) gröngul tätting med rätt karaktärslös fjäderdräkt. Ovansidan är enhetligt gröngul. Vingarna är mattsvarta med svag olivfärgad anstrykning och gula kanter på mellersta och större täckarna. Undersidan är också olivfärgad, mot buk och undre stjärttäckare övergående i gult. Arten skiljer sig från sympatriska smalfotad dvärgtyrann genom skäraktig nedre näbbhalva. Sången består av en enkel serie med två till fyra jämnt åtskilda toner, där den första är längst och de följande successivt kortare.

## Utbredning och systematik
Fågeln förekommer i skogarna i nordöstra Peru i Iquitos. Den behandlas som monotypisk, det vill säga att den inte delas in i några underarter.

## Status och hot
Mishanadvärgtyrannen har en liten världspopulation bestående av uppskattningsvis endast 10 000–20 000 vuxna individer. Den tros också minska i antal till följd av habitatförlust. Internationella naturvårdsunionen IUCN kategoriserar den ändå som livskraftig.

## Namn
Fågelns namn syftar på nationalparken Reserva Nacional Allpahuayo-Mishana där den förekommer. Dess vetenskapliga artnamn hedrar Avenció Villarejo (1910–2000), peruansk missionär och upptäcktsresande i Amazonas, medan släktesnamnet Zimmerius hedrar amerikanske ornitologen John Todd Zimmer. På svenska har arten även kallats iquitosdvärgtyrann.